# Millville (Nova Jersey)
Millville és una població dels Estats Units a l'estat de Nova Jersey. Segons el cens del 2006 tenia 28.194 habitants.

## Demografia
Segons el cens del 2000, Millville tenia 26.847 habitants, 10.043 habitatges, i 7.010 famílies. La densitat de població era de 244,8 habitants/km².
Dels 10.043 habitatges en un 35% hi vivien nens de menys de 18 anys, en un 46,5% hi vivien parelles casades, en un 17,9% dones solteres, i en un 30,2% no eren unitats familiars. En el 25,1% dels habitatges hi vivien persones soles l'11,6% de les quals corresponia a persones de 65 anys o més que vivien soles. El nombre mitjà de persones vivint en cada habitatge era de 3,65 i el nombre mitjà de persones que vivien en cada família era de 2,15.
Per edats la població es repartia de la següent manera: un 27,9% tenia menys de 18 anys, un 8,6% entre 18 i 24, un 28,8% entre 25 i 44, un 21,7% de 45 a 60 i un 12,9% 65 anys o més.
L'edat mediana era de 35 anys. Per cada 100 dones de 18 o més anys hi havia 85,3 homes.
La renda mediana per habitatge era de 40.378 $ i la renda mediana per família de 46.093 $. Els homes tenien una renda mediana de 36.915 $ mentre que les dones 26.669 $. La renda per capita de la població era de 18.632 $. Aproximadament el 12,1% de les famílies i el 15,2% de la població estaven per davall del llindar de pobresa.

## Poblacions més properes
El següent diagrama mostra les poblacions més properes.